# Robert Zimmer
Robert Jeffrey Zimmer (Nova Iorque, 5 de novembro de 1947 – Chicago, 23 de maio de 2023) foi um matemático estadunidense.
Obteve um doutorado em 1975 na Universidade Harvard, orientado por George Mackey.
Foi presidente da Universidade de Chicago, eleito em 13 de março de 2006 como sucessor de Don Michael Randel. Como matemático, Zimmer é especialista em geometria, particularmente teoria ergódica, grupos de Lie, geometria diferencial e teoria dos conjuntos.

## Trabalho matemático
O trabalho de Zimmer centrou-se em ações de grupo em variedades e espaços mais gerais, com aplicações em topologia e geometria. Grande parte de seu trabalho foi na área agora conhecida como "Programa Zimmer", que visa entender as ações de grupos de Lie semisimples e seus subgrupos discretos em variedades diferenciáveis.
Crucial para este programa é o "teorema da superrigidez do cociclo de Zimmer", uma generalização do teorema da superrigidez de Grigory Margulis . Assim como o trabalho de Margulis, que influenciou muito Zimmer, ele usa a teoria ergódica como técnica central no caso de medidas invariantes. Isso levou a muitos resultados dentro do Programa Zimmer, embora muitas das principais conjecturas permaneçam em aberto.  Além de Margulis, Zimmer foi muito influenciado pelo trabalho de Mikhail Gromov em grupos rígidos de transformação e estendeu e conectou a teoria de Gromov ao Programa Zimmer.

Zimmer colaborou com vários matemáticos para aplicar as ideias do Programa Zimmer a outras áreas da matemática. Sua colaboração com Alexander Lubotzky aplicou algumas dessas ideias a resultados aritméticos em grupos fundamentais de variedades.  Em colaboração com François Labourie e Shahar Mozes, as ideias de superrigidez cociclo foram aplicadas ao problema básico da existência de espaços localmente homogêneos compactos de certos tipos. Sua colaboração com Amos Nevo envolveu ações com medidas estacionárias e forneceu certos teoremas de estrutura básica para tais ações de grupos semisimples de nível superior. O trabalho anterior de Zimmer forneceu uma prova de uma conjectura de Alain Connes sobre a equivalência de órbita de ações de grupos semisimples, e introduziu a noção básica de ação de grupo passível.